# Serinus leucolaema
Serinus leucolaemus là một loài chim trong họ Fringillidae.